# علی‌اکبر صالحی
علی‌اکبر صالحی (زادهٔ ۴ فروردین ۱۳۲۸) سیاستمدار، دیپلمات، فیزیکدان هسته‌ای و مدرس دانشگاه ایرانی زاده عراق است که از شهریور سال ۱۴۰۰ به‌عنوان معاون پژوهشی و قائم‌مقام رئیس فرهنگستان علوم ایران و از اسفند سال ۱۴۰۳ به‌عنوان رئیس بنیاد ایران‌شناسی فعالیت می‌کند. وی از سال‌ ۱۳۸۸ تا ۱۳۸۹ در دولت دهم و از سال ۱۳۹۲ تا ۱۴۰۰ در دولت‌های یازدهم و دوازدهم به‌عنوان معاون رئیس‌جمهور و رئیس سازمان انرژی اتمی ایران فعّالیت می‌کرد. همچنین در دولت دهم از سال ۱۳۸۹ تا ۱۳۹۲ وزیر امور خارجه ایران بود.
وی دانش‌آموختهٔ دانشگاه آمریکایی بیروت و مؤسسه فناوری ماساچوست (ام‌آی‌تی)در رشته‌های فیزیک هسته‌ای و مهندسی هسته‌ای است. او مدرس مهندسی انرژی در دانشگاه صنعتی شریف است و به مدت دو دوره رئیس دانشگاه صنعتی شریف بود. صالحی همچنین ریاست دانشگاه بین‌المللی امام خمینی را در قزوین برعهده داشته‌است.

## زندگی‌نامه
علی‌اکبر صالحی در فروردین سال ۱۳۲۸ در شهر کربلا واقع در کشور عراق زاده شد و در سن ۹ سالگی از کربلا به تهران آمد. او از نوادگان محمدصالح برغانی قزوینی است و همچنین پدر وی، احمد صالحی خواهرزاده عمادالکتاب است. برادر او جواد صالحی نیز عضو هیئت علمی دانشکده مهندسی برق دانشگاه صنعتی شریف می‌باشد.
صالحی پس از دریافت دیپلم دوره متوسطه دوم در سال ۱۳۴۷، برای تحصیل به دانشگاه آمریکایی بیروت رفت و در سال ۱۳۵۰ مدرک کارشناسی فیزیک را دریافت کرد. وی ۱ سال بعد کارشناسی ارشد فیزیک خود را در سال ۱۳۵۱ از همان دانشگاه دریافت نمود. او در سال ۱۳۵۶ از مؤسسه فناوری ماساچوست در ایالات متحده آمریکا تحصیلات خود را تا مقطع دکترای مهندسی هسته‌ای ادامه داد و دکترای خود را اخذ کرد. گرایش‌های تحقیقاتی وی محاسبات توزیع نوترون در سلول‌های سوخت راکتور، دینامیک رآکتور، مدیریت سوخت رآکتور، پردازش رایانه‌ای داده‌ها و انرژی هستند.

## مسئولیت‌های علمی

### ریاست دانشگاه‌های شریف و امام خمینی قزوین
پس از پیروزی انقلاب سال ۱۳۵۷، در سال ۱۳۵۸، صالحی قائم‌مقام معاون آموزشی دانشگاه صنعتی شریف شد. در اواسط دهه شصت همراه هیأتی به ایالات متحده آمریکا رفت تا از میان ایرانی‌های مقیم ایالات متحده برای دانشگاه‌های کشور، هیئت علمی جذب کند. او مدتی معاون آموزشی وزیر وقت فرهنگ و آموزش عالی، ایرج فاضل بود امّا پس از مدتی از این سمت استعفاء داد و به بخش مهندسی هسته‌ای دانشکده مهندسی مکانیک دانشگاه صنعتی شریف بازگشت.
صالحی در سال ۱۳۶۷ به‌عنوان اولین رئیس دانشگاه بین‌المللی امام خمینی قزوین انتخاب شد امّا به دلیل بیماری، رئیس وقت دانشگاه صنعتی شریف نتوانست در این سمت باقی بماند و مجدداً صالحی به ریاست دانشگاه صنعتی شریف منصوب شد. وی از سال‌ ۱۳۶۱ تا ۱۳۶۴ و از سال ۱۳۶۸ تا ۱۳۷۲ به‌عنوان رئیس دانشگاه صنعتی شریف مشغول به فعّالیت بود. هم‌اکنون، وی با مرتبهٔ علمی استاد، عضو هیئت علمی هسته دانشکده انرژی دانشگاه صنعتی شریف می‌باشد.

### تأسیس دانشگاه غیردولتی غیرانتفاعی خاتم
وی به اتّفاق دیگر همکاران خود در دانشگاه، در سال ۱۳۶۷ با اخذ مجوز از شورای عالی انقلاب فرهنگی، دانشگاه غیردولتی غیرانتفاعی خاتم را در تهران تأسیس کرد و از آن زمان، تاکنون در هیئت مؤسس آن عضویت دارد. 

### تولید صفحات سوخت هسته‌ای
پروژه غنی‌سازی ۲۰ درصدی سوخت هسته‌ای و تبدیل آن به صفحات سوخت برای به‌کارگیری در رآکتور تحقیقاتی تهران که از افتخار آمیزترین پروژه‌های علمی و تحقیقاتی مهندسان و فیزیک‌دانان هسته‌ای ایران پس از انقلاب ۱۳۵۷ ایران شمرده می‌شود و همچین غنی سازی تا ۶۰ درصد به‌منظور استفاده در پیشران هسته‌ای با پیشنهاد علی اکبر صالحی آغاز و تحت راهنمایی‌های وی با موفقیت به نتیجه رسید.

### عضویت در سازمان‌های فرهنگی
او عضو فرهنگستان علوم جمهوری اسلامی ایران و مرکز بین‌المللی فیزیک نظری عبدالسلام (ICTP) در تریسته ایتالیا است.

### نمایندگی ایران در آژانس بین‌المللی انرژی اتمی
او پس از دو دورهٔ فعالیت به‌عنوان رئیس دانشگاه صنعتی شریف، در دولت سید محمد خاتمی به‌عنوان نمایندهٔ ایران در آژانس بین‌المللی انرژی اتمی انتخاب شد که تا سال ۱۳۸۲ در این جایگاه فعالیت کرد.

### مشاور وزیر امور خارجه در مسائل بین‌الملل
صالحی در سال ۱۳۸۳ و هم‌زمان با آغاز مذاکرات ایران به رهبری حسن روحانی و سه کشور اروپایی در رابطه با برنامه هسته‌ای ایران، از سوی کمال خرازی، وزیر امور خارجه دولت هشتم جمهوری اسلامی ایران به عنوان مشاور وزیر در مسائل بین‌الملل منصوب شده و در برخی جلسات مذاکرات هسته‌ای حضور داشت.

### معاونت دبیرکل سازمان کنفرانس اسلامی، جده عربستان
صالحی در دوره ریاست اکمل‌الدین احسان‌اوغلو از سال ۲۰۰۷ تا ۲۰۰۹، معاونت دبیرکل سازمان کنفرانس اسلامی را بر عهده داشت. با انتصاب صالحی به ریاست سازمان انرژی اتمی ایران، وی از این سمت استعفاء کرد.

### معاون پژوهشی و قائم‌مقام رئیس فرهنگستان علوم
در شهریور سال ۱۴۰۰، طی حکمی از سوی رضا داوری اردکانی رئیس فرهنگستان علوم، صالحی به سمت معاون پژوهشی و قائم مقام رئیس فرهنگستان علوم منصوب شد. علی اکبر صالحی از سال ۱۳۹۲ عضو وابسته گروه علوم مهندسی فرهنگستان علوم است.

## سازمان انرژی اتمی

### دولت دهم

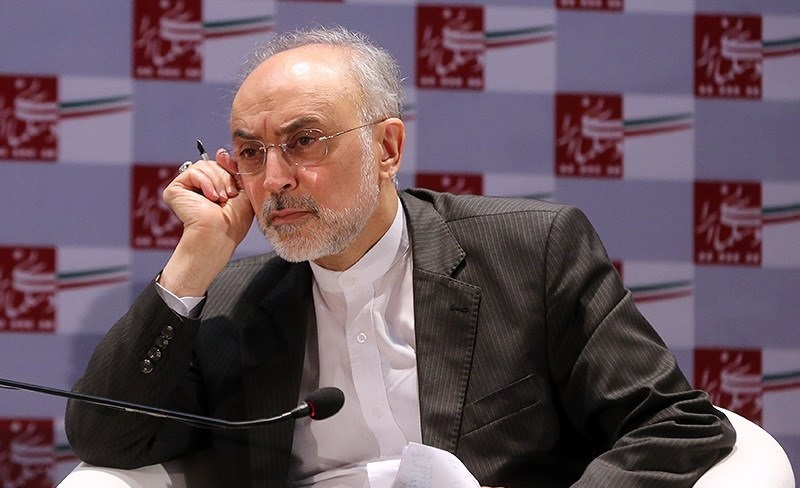
صالحی در سالن همایش‌های مؤسسه اطلاعات

پس از اعلام استعفای غلام‌رضا آقازاده از ریاست سازمان انرژی اتمی ایران در تیر سال ۱۳۸۸، محمود احمدی‌نژاد رئیس‌جمهور وقت ایران که به شدّت از امضای پروتکل الحاقی به معاهده منع گسترش سلاح‌های هسته‌ای انتقاد کرده بود، علی‌اکبر صالحی را که شخص امضا کنندهٔ این پروتکل بود به‌عنوان معاون رئیس‌جمهور و رئیس سازمان انرژی اتمی ایران منصوب کرد. پس از آنکه صالحی خبر از جایگزینی رضا نجفی با علی‌اصغر سلطانیه به عنوان نماینده دائم ایران در آژانس بین‌المللی انرژی اتمی داد، منوچهر متکی وزیر امور خارجه وقت، دورهٔ کاری علی‌اصغر سلطانیه را تمدید کرد.
در پی ایراد اتهام جاسوسی به سید حسین موسویان، عضو تیم مذاکره‌کننده هسته‌ای ایران، صالحی این اتهام را رد کرد. امّا وزارت اطلاعات ۳ روز پس از سخنان صالحی دربارهٔ حسین موسویان، تأکید کرد اقدام موسویان مصداق جاسوسی است. در سال ۱۳۸۹، صالحی به‌عنوان وزیر امور خارجه انتخاب شد و فریدون عباسی جایگزین وی در سازمان انرژی اتمی گردید.

### دولت‌های یازدهم و دوازدهم

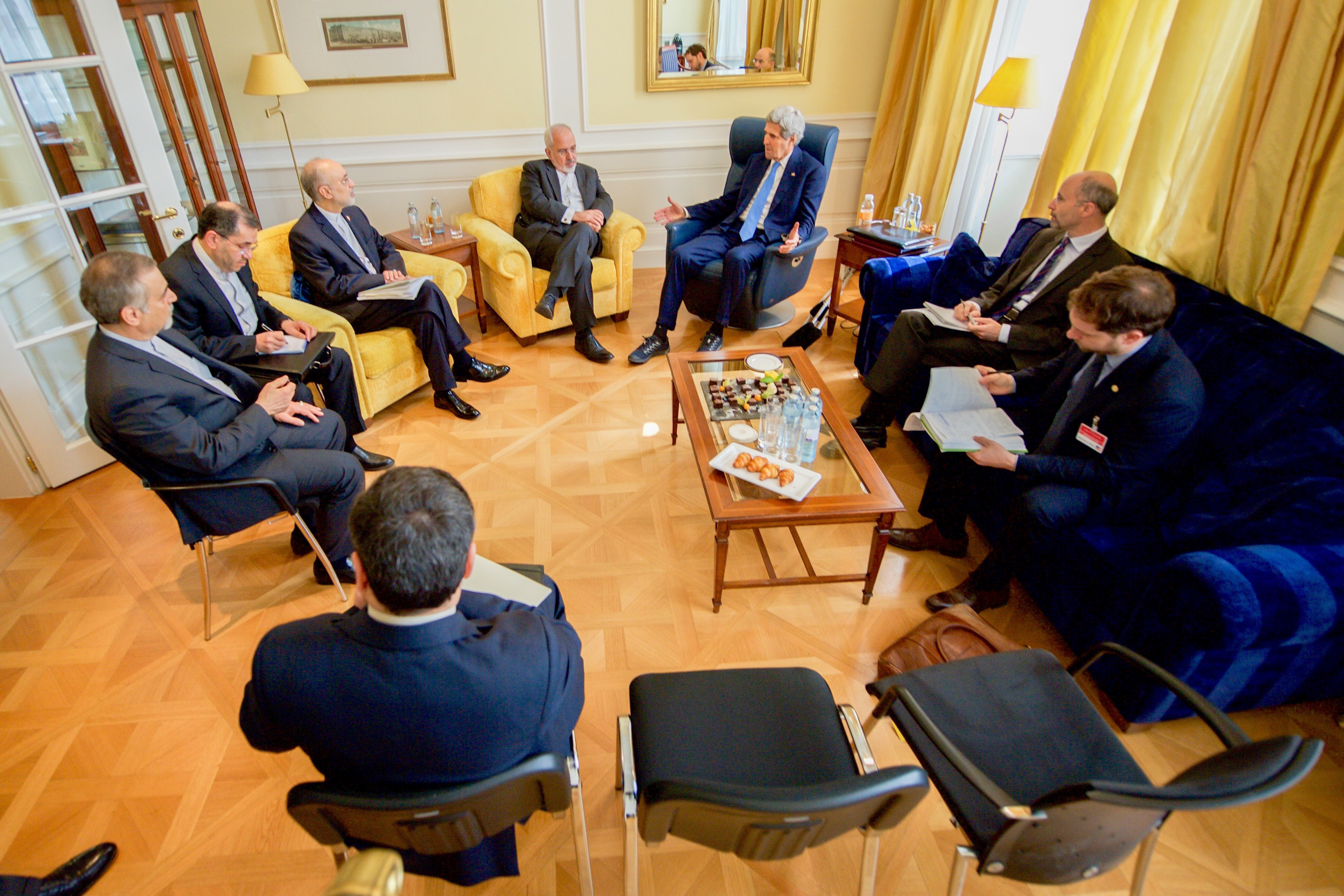
صالحی، حسین فریدون، محمدجواد ظریف و مجید تخت‌روانچی در گفتگو با جان کری در جریان مذاکرات هسته‌ای

حسن روحانی هفتمین رئیس‌جمهور ایران، در روز جمعه، ۲۵ مرداد ۱۳۹۲ صالحی را به‌عنوان معاون رئیس‌جمهور و رئیس سازمان انرژی اتمی ایران انتخاب کرد و وی برای دومین بار به این سمت در دولت ایران منصوب شد. پس از تعیین محمد جواد ظریف، به‌عنوان وزیر امور خارجه و رئیس تیم مذاکره‌کننده هسته‌ای ایران با گروه ۱+۵، صالحی نیز به عنوان کارشناس فنی تیم مذاکره‌کننده، در جریان مذاکراتی که به تفاهم هسته‌ای لوزان و برنامه جامع اقدام مشترک منجر شد، حضور داشت.
صالحی در شهریور ۱۳۹۶ که رئیس سازمان انرژی اتمی و معاون رئیس جمهور بود و درحالی که دولت جدید آمریکا تهدید به خروج از برجام کرده بود در مصاحبه‌ای می‌گوید در صورتی که تنها آمریکا از توافق هسته ای با شش قدرت جهانی، برجام، خارج شود و پنج کشور دیگر به آن متعهد باشند، تهران نیز احتمالا به این توافق پایبند خواهند ماند. بعد‌ها این سخنان صالحی و برخی دیگر از مسئولان جمهوری اسلامی در رسانه‌ها تعبیر به سیگنال دادن به دولت آمریکا برای خروج بی هزینه از برجام شد.

#### تهدید به مرگ و اعدام
در ۱۹ مهر سال ۱۳۹۴، صالحی که برای توضیح به سوالات تعدادی از نمایندگان در مجلس شورای اسلامی حضور پیدا کرده بود، در مجلس مدعی شد که وی را به اعدام تهدید کرده‌اند. از جمله کسانی که وی را به اعدام تهدید کردند روح‌الله حسینیان است. در پی این جنجال، فایلی صوتی از علی اکبر صالحی انتشار یافت که در این فایل، صالحی اذعان به سیاسی بودن رفتارش در مجلس شورای اسلامی داشت. روح الله حسینیان خطاب به علی اکبر صالحی گفته بود که قسم جلاله یاد کرده‌اند که وی را در تأسیسات آب سنگین اراک اعدام کنند و داخل بتن قرار دهند.

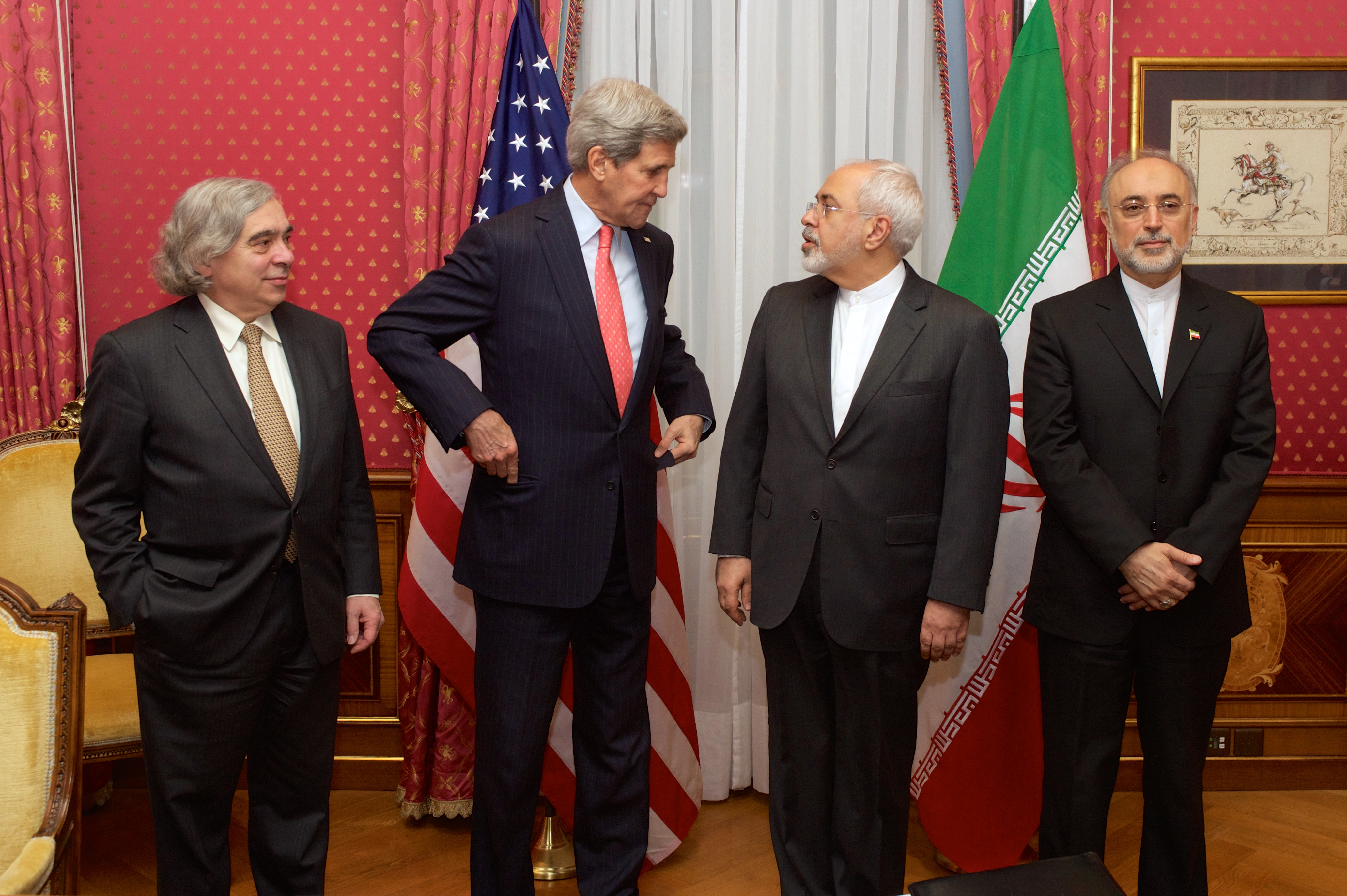
صالحی رئیس سازمان انرژی اتمی ایران، محمدجواد ظریف وزیر امور خارجه ایران، جان کری وزیر امور خارجه ایالات متحده آمریکا و ارنست مونیز وزیر انرژی ایالات متحده آمریکا در جریان مذاکرات هسته‌ای لوزان (اسفند سال ۱۳۹۳)

در سال ۱۳۹۶، پس از پیروزی مجدد حسن روحانی در انتخابات ریاست‌جمهوری، علی‌اکبر صالحی به‌عنوان معاون رئیس‌جمهور و رئیس سازمان انرژی اتمی ایران انتخاب شد و تا سال ۱۴۰۰ در این سمت فعالیت می‌کرد. وی به مدّت ۸ سال در دولت‌های یازدهم و دوازدهم و مدت ۱ سال در دولت دهم این سمت را برعهده داشت‌است.

## وزارت امور خارجه

### دولت دهم
پس از برکناری منوچهر متکی، وزیر امور خارجه وقت ایران که در سفر دیپلماتیک در آذر سال ۱۳۸۹ به سر می‌برد، علی‌اکبر صالحی با حفظ سمت ریاست سازمان انرژی اتمی به‌عنوان سرپرست وزارت امور خارجه ایران از سوی محمود احمدی‌نژاد منصوب شد. او در تاریخ ۳ بهمن ۱۳۸۹، به‌عنوان وزیر پیشنهادی وزارت امور خارجه برای کسب رأی اعتماد از سوی نمایندگان به مجلس شورای اسلامی معرفی شد و در ۱۰ بهمن از مجلس شورای اسلامی رأی اعتماد گرفت و رسماً به‌عنوان وزیر امور خارجه ایران در دولت دهم انتخاب شد.
صالحی در خرداد سال ۱۳۹۰ به دلیل انتخاب محمدشریف ملک‌زاده به سمت معاونت اداری و مالی، تا آستانه استیضاح پیش رفت. ملک‌زاده در روز ۲ تیر سال ۱۳۹۰ بازداشت شد. وی در مصاحبه‌ای که بعد از اتمام دوره مسئولیتش انجام داد، عنوان کرد که شخصاً تمایل زیادی برای برقراری رابطه با کشورهای عربی و ایالات متحده آمریکا داشته‌است که به دلیل عدم موافقت رهبر جمهوری اسلامی ایران این کار عملی نشده‌است. در سال ۱۳۹۴، موزه آثار و اشیاء اهدایی به صالحی در زمان تصدی او بر وزارت امور خارجه در عمارت سردار مفخم قزوین افتتاح شد.

## جوایز و نشان‌ها
- استاد نمونه سال ۱۳۷۳، دانشگاه صنعتی شریف
- نشان خدمت دولت جمهوری اسلامی ایران، ۱۳۹۲
- قهرمان قهرمانان صنعت ایران در بخش دولتی در دهمین جشنواره ملی قهرمانان صنعت ایران[۳۲]
- نشان شجاعت دولت جمهوری اسلامی ایران، بهمن ۱۳۹۴
- به خاطر نقش او در مذاکرات هسته‌ای ایران و ۱+۵، مجله نیچر او را در فهرست ۱۰ فرد برتر سال ۲۰۱۵ قرار داد[۳۳]
- نشان وطن دولت قزاقستان، ۲۱ مرداد ۱۳۹۶

## عضویت‌ها
- عضویت در فرهنگستان علوم ایران

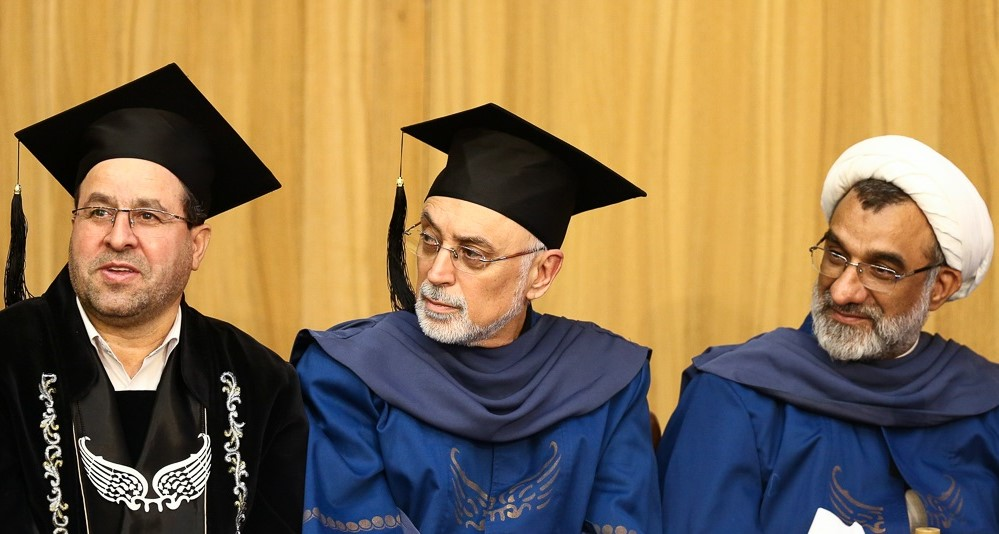
سید محمد مقیمی، علی اکبر صالحی و عبدالحسین خسروپناه در مراسم دکترا افتخاری به ابراهیم زکزاکی

- عضویت در مرکز بین‌المللی فیزیک نظری عبدالسلام (آی‌سی‌تی‌پی)
- عضو مرکزی کمیسیون وزارت فرهنگ و آموزش عالی
- عضویت در کمیسیون انتخاب استادان برجسته دانشگاه
- عضویت در انجمن دکترای افتخاری
- عضویت در کمیسیون بازبینی نشریات علمی
- عضویت در کمیته منتخب برای ارتقای آموزش عالی
- مشاور شورای برنامه‌ریزی صنایع سنگین
- عضویت در گروه فنی و مهندسی شورای عالی انقلاب فرهنگی
- عضویت در کمیسیون انرژی مجلس شورای اسلامی
- عضویت در انجمن عالی همکاری‌های علمی و بین‌المللی
- عضویت در کمیته آموزش و پرورش کمیسیون ملی یونسکو ایران
- عضویت در کمیته پژوهشی علوم پایه
- عضویت در کمیته آزمون اپراتورهای رآکتور تحقیقاتی تهران
- عضویت در هیئت امنای دانشگاه‌های کشور